# Миклетвэйт, Джон
Джон Миклетвэйт (род. 11 августа 1962 года) — британский журналист, главный редактор Bloomberg News, попечитель Британского музея.

## Биография
Родился в Лондоне 11 августа 1962 года, учился в частном колледже Амплфорт и колледже Магдалины в Оксфорде, где изучал историю. В 1987 году устроился на работу в издание The Economist, в котором работал редактором, управлял бюро в Нью-Йорке и открыл офис в Лос-Анджелесе. С 2006 по 2015 годы занимал должность главного редактора журнала. С февраля 2015 года — главный редактор Bloomberg News.
В 2018 году принял участие в конференции Бильдербергского клуба